# 커티스 음악원

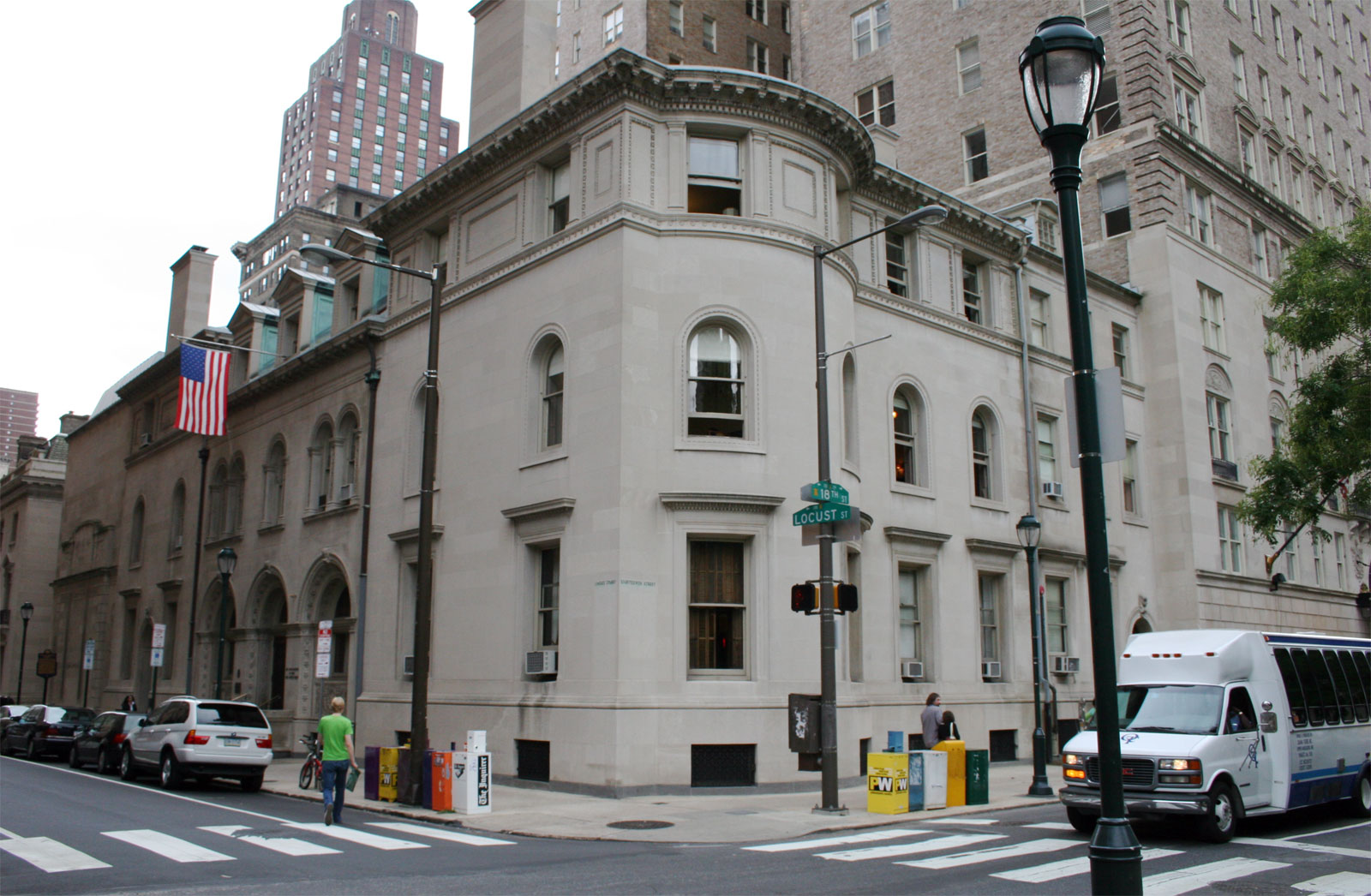
커티스 음악원

커티스 음악원(영어: Curtis Institute of Music)은 펜실베이니아주 필라델피아에 있는 미국의 대표적인 음악 학교이다. 커티스 음악 학교, 커티스 음대라고도 불린다.
1924년에 전문 음악가 양성을 위해 설립됐다. 커티스 음악원은 총 학생수가 170여 명밖에 안되는 작은 학교이지만 졸업생들이 미국 주요 오케스트라 연주자들의 4분의 1 정도를 차지하고 있을 정도로 최고 수준의 음악가들을 양성하는 곳이다. 세계의 유명 교향악단과 오페라단에서도 커티스 졸업생들을 쉽게 찾아볼 수 있다.
커티스 음악원은 선발된 모든 학생들에게 전액 장학금(merit-based full-tuition scholarship)을 제공하는 학교로도 알려져 있다. 건반 악기, 지휘 그리고 작곡 전공 학생들은 재학 중 스테인웨이 그랜드 피아노(Steinway Grand Piano)까지 무상 임대 받는다.
커티스 음악원에는 음악 학사 과정(Bachelor of Music), 오페라 음악 석사 과정(Master of Music in Opera), 오페라 전문 수료증 과정(Professional Studies Certificate in Opera), 대학과정 전에 공연 수료증 과정(performance diploma)이 있다. 약 170여명의 학생중 130명 정도가 학부에 재학하며, 학생대 교수 비율은 5대 1이다. 2009년 재학생 중 53%가 남학생, 47%가 여학생이다. 커티스 음악원에서는 '연주하면서 배운다'는 모토로 교수.학생 음악회가 매일 열린다고 한다.
재학생 중 10%가 동양계 미국인 학생이며, 흑인이 5%, 히스페닉계가 2%이다. 학부생 중 약 40%가 외국에서 온 유학생들이라고 한다. 한국의 예원학교와 서울예술고등학교 출신 학생들도 있다. 2009년 재학생 중 13명이 한국에서 온 유학생들이다. 중국에서는 14명, 타이완에서 5명, 일본에서 2명의 유학생이 와서 공부하고 있다.
커티스 음악원은 1924년에 미국 언론 재벌인인 사이러스 커티스의 딸인 메리 루이즈 커티스 복(Mary Louise Curtis Bok)에 의해 설립됐다. 뛰어난 재능을 가진 어린 음악학도들을 전문 음악가로 훈련시키는 것을 목표로 학교를 세웠다고 한다.

## 입학 현황
2008년 가을학기(Class of 2012)의 입학전형 결과를 보면 지원자중 4%만이 합격할 정도로 들어가기가 매우 어려운 학교이다. 미국 통계자료에 의하면 이 학교는 미국에서 종합대학, 미술대, 음악대를 포함한 모든 고등교육기관중 입학 경쟁률이 가장 높은 곳으로 알려져있다.
모든 재학생들에게 전액 장학금을 주는 운영체제로 인하여 그 해에 졸업하는 학생의 수만큼만 신입생을 제한적으로 선발한다. 전교생 수는 150명에서 170명 사이로, 이는 단 한개의 오케스트라, 그리고 한개의 오페라단을 꾸릴 수 있는 수이다. 소수정예의 느낌이 큰 이 학교는 교수와 가까이 지내며 음악교육을 받을 수 있다는 다른학교와는 차별화된 장점을 갖고있다.